# Sigmund von Szent-Kereszti
Freiherr Sigmund von Szent-Kereszti (auch: Szentkereszti-Zagon, * 1745 in Zagon; † 24. Dezember 1823 in Marosvásárhely) war k. k. General der Kavallerie und Ritter des Maria-Theresia-Ordens.

## Herkunft
Er entstammt der siebenbürgischen Adelsfamilie Szent-Kereszti. Seine Eltern waren der Freiherr Andreas II. von Szent-Kereszti († 1745) und dessen Ehefrau die Gräfin Maria Korda von Boros-Jenö.

## Leben
Er ging wie viele Adelige in kaiserliche Dienste. Er kam im Juli 1763 in die erst 1760 neu errichtete Königlich ungarische Leibgarde. Von dort wurde er 1765 als Rittmeister in das Husaren-Regiment No.6 versetzt. Hier wurde er 1791 zum Oberstleutnant und 1794 Oberst und Regimentskommandeur ernannt.
Er kämpfte im Ersten Koalitionskrieg am 18. September 1792 im Wald bei Condé. Sein Angriff brachte ihn die Anerkennung des Feldzeugmeisters Graf Browne. Er kommandierte in der Schlacht bei Aldenhoven (1. März 1793) ein Bataillon. Mit diesem sprengte er zwei feindliche Bataillons-Karrees und nahm 4 Offiziere und 120 Mann gefangen. Währenddessen war die feindliche Artillerie auf dem Rückzug nach Aldenhoven. Szent-Kereszti holte die Flüchtigen ein und eroberte drei Kanonen und vier Munitionskarren. In der Schlacht bei Neerwinden (18. März 1793) als auch bei Landrecy und Tournay konnte er erfolgreich Vorpostenstellungen ausschalten. Auch als die Österreicher zurückgedrängt wurden, konnte er sich weiter auszeichnen.
Am 13. Oktober 1795 kämpfte bei Höchst; er setzte dabei mit seiner Division bei Kelsterbach über den Main und griff die französische Nachhut an. Diese wurde zerstreut und viele Kanonen erbeutet. Am 29. Oktober 1795 kämpfte er dann bei Mainz. Dort nahm er bei Ebersheim 350 Franzosen gefangen und eroberte eine Kanone. Am 1. November 1795 plante der Feldmarschall-Lieutenant Graf Nauendorf die hessische Stadt Alzey zu besetzen. Die Franzosen schickten 10.000 Mann und 800 Pferde, um die dort befindlichen Vorräte in Sicherheit zu bringen. Der Feldmarschall-Lieutenant schickte den Oberst Szent-Kereszti diese Truppen aufzuhalten. Nach einem Angriff gaben die Franzosen das Vorhaben tatsächlich auf.
Im Feldzug von 1796 sollte er immer die Vorhut oder die Nachhut bilden, was bedeutete, dass er sofort nach eigenem Ermessen handeln konnte. So kämpfte er mit Auszeichnung am 19. Juni 1796 im Schlacht bei Wetzlar und am 9. Juli 1796 bei Butzbach, am 24. August 1796 besiegte er zwei Bataillone Franzosen. Am 3. September 1797 kämpfte er bei Würzburg. Als die französische Verstärkung von Schweinfurt aus anrückte, zerschlug er drei Bataillone und eroberte den großen Teil der Bagage der Truppe.
Am 6. Oktober erfolgte ein französischer Vorstoß von Frankfurt über Aschaffenburg. Oberst Szent-Kereszti zerschlug den Feind und rückte gegen Aschaffenburg vor. Dort schlug er die Infanterie und nahm den Kommandanten, einen Oberstleutnant sowie 400 Mann gefangen. Daraufhin zogen sich die Franzosen von Frankfurt zurück.
Am 1. März 1797 wurde er mit Rang vom 13. März 1797 zum Generalmajor befördert. Als Auszeichnung für seine Tätigkeit im Koalitionskrieg erhielt er am 6. Dezember 1800 (65. Promotion) das Ritterkreuz des Maria-Theresia-Ordens. Am 4. Dezember 1800 wurde er mit Rang vom 2. Dezember 1800 zum Feldmarschall-Lieutenant ernannt und in den Generalstab versetzt. Im Jahr 1808 wurde er zweiter Inhaber des 1. Husaren-Regiments. Er verbrachte die Jahre seiner dienstlichen Funktionen in Siebenbürgen und ging am 12. August 1814 mit dem Charakter als General der Kavallerie in Pension. Er starb am 24. Dezember 1823.

## Familie
Szent-Kereszti heiratete 1785 die Gräfin Susanna Mikes de Zabola (* 1759; † 31. März 1834). Das Paar hatte wenigstens eine Tochter:
- Carolina Josepha Nepomucena (* 18. Mai 1787)